# Paki & Paki
Paki & Paki sono stati un duo musicale beat attivo durante gli anni sessanta.

## Storia
Pasquale Canzi e Pasquale Andriola si conoscono a Milano, città dove vivono, ed essendo entrambi appassionati di musica, decidono di formare un duo nei primi anni '60, creandosi un repertorio di twist e shake.
Dopo alcune esibizioni nei locali milanesi, riescono ad ottenere un contratto discografico per La voce del padrone e incidono il primo singolo Lascia stare Susy. In seguito partecipano alla prima edizione del Festivalbar 1964 con Ragazzi come noi, che si classifica al secondo posto nella categoria Giovani (dietro a Pilade).
Nel 1965 incidono la sigla del programma di Mike Bongiorno La fiera dei sogni, il brano Allegria!, che trae spunto dal celebre slogan del presentatore. Una loro canzone, La ballata di Veronique, viene inoltre scelta per la colonna sonora del film "La lunga notte di Veronique", per la regia di Gianni Vernuccio.
Il duo incide ancora un 45 giri per l'etichetta La voce del padrone con la denominazione Paki & Paki e i Nuovi Angeli, che sono il gruppo che li accompagna dal vivo nelle serate a cui hanno trovato il nome, ispirandosi ad un film di Ugo Gregoretti.
I due Paki, però, hanno obiettivi musicali diversi: il duo quindi, dopo un altro 45 giri, si scioglie. Andriola firma per la CAR Juke Box, per cui incide anche un album, e in seguito si dedica alle sigle televisive dei cartoni animati (sua è la voce della canzone Il gruppo TNT della trasmissione televisiva Supergulp!). Canzi, invece, passa alla Durium e continua la carriera con i Nuovi Angeli.

## Discografia

### Singoli
- 1964: Lascia stare Susy/L'aureola (La Voce del Padrone, mq 1891)
- 1964: Ragazzi come noi/Non fermarti (La Voce del Padrone, mq 1931)
- 1965: Allegria!/Dicono (La Voce del Padrone, mq 1949)
- 1965: Non dirmi no/Il gioco dell'amore (La Voce del Padrone, mq 2008)
- 1966: L'ora più lunga/Mai e mai crederò (La Voce del Padrone, mq 2040; inciso con la denominazione Paki & Paki e i Nuovi Angeli)